# Universidade de Sascachevão

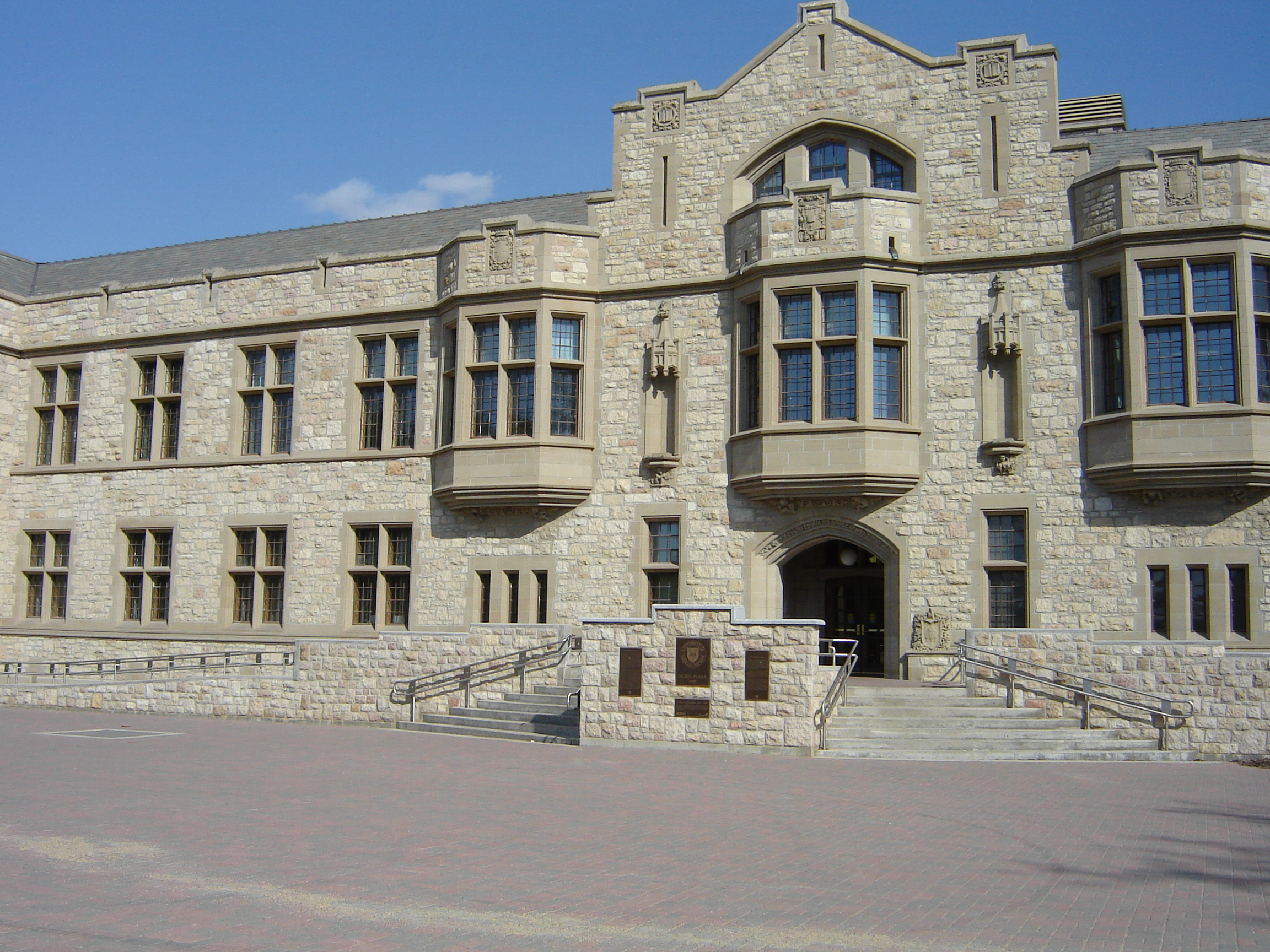
Prédio Peter MacKinnon, patrimônio histórico Canadense (desde 2001). O prédio, inaugurado em 1913, abriga o Convocation Hall (auditório para formaturas e importantes palestras), além de parte da administração da Universidade.

A Universidade de Sascachevão (em inglês: University of Saskatchewan) é uma universidade localizada na cidade de Saskatoon, Sascachevão, Canadá. A  uSask foi fundada em 1907, e está localizada em Saskatoon, no lado leste do Rio Sascachevão do Sul.
Uma "Lei para estabelecer e incorporar uma universidade para a província de Sascachevão" foi aprovada pela Assembléia Legislativa em 1907. Esta lei criou a universidade provicial em 3 de abril de 1907 para o "propósito de fornecer instalações para o ensino superior em todos os seus ramos e permitir que todas as pessoas, sem consideração a raça, credo ou religião, aproveitem com a máxima vantagem".
Esta é a maior instituição educacional na província canadense de Sascachevão, e considerada um centro de excelência (com base no número de Canada Research Chairs e membro do grupo U15 - 15 universidades canadenses mais intensivas em pesquisa).
A Universidade de Saskatchewan oferece mais de 200 programas acadêmicos.

"O campus principal da Universidade de Sascachevão está situado no Território do Tratado 6 e na Pátria dos Métis. Rendemos nossos respeitos aos antepassados dos First Nations e Métis deste lugar e reafirmamos nosso relacionamento um com o outro."

## Histórico
A instituição foi baseade no modelo de universidade estadual americana, com ênfase no trabalho de extensão e pesquisa aplicada. A Universidade de Sascachevão, em Saskatoon, recebeu uma carta provincial em 3 de abril de 1907. -- Um estatuto provincial conhecido como o Acto da Universidade. Isto possibilitou a criação de uma instituição pública, ainda que independente, para os cidadãos de toda a província.
A administração da Universidade foi baseada no modelo da Universidade de Toronto de 1906, que estabeleceu um sistema bicameral de governo universitário composto por um senado (faculdade), responsável pela política acadêmica e um conselho de governadores (cidadãos) que exercem controle exclusivo sobre a política financeira e tem autoridade formal em todos os outros assuntos. O presidente (equivalente aos reitores no Brasil), nomeado pelo conselho, é responsável por fazer a ligação entre os dois órgãos e realizar liderança institucional. O escopo da nova instituição era incluir faculdades de artes e ciência, como arte, música e comércio, agricultura com silvicultura, ciência doméstica, educação, engenharia, direito, medicina, farmácia, ciência veterinária e odontologia.
A faculdade de medicina veterinária (WCVM) iniciou as atividades em 2 de julho de 1969.
Duncan P. McColl foi nomeado primeiro registrador, estabelecendo a primeira convocação da qual o juiz principal Edward L. Wetmore foi eleito como o primeiro chanceler. Walter C. Murray tornou-se o primeiro presidente do conselho de governadores da universidade.
Battleford, Moose Jaw, Prince Albert, Regina, e Saskatoon pleitiaram para ser a localização da nova universidade. Walter Murray preferiu a capital provincial, Regina. Em uma votação politicamente influenciada, em 7 de abril de 1909, Saskatoon foi escolhido pelo conselho de governadores como o local para a construção da nova Universidade. Em 12 de outubro de 1912, o primeiro edifício abriu suas portas para admissão de estudantes. Os primeiros graus foram outorgados em 1912. No início deste século, a educação profissional expandiu-se para além das áreas tradicionais de teologia, direito e medicina. Treinamento de pós-graduação com base no modelo americano inspirado na Alemanha de cursos especializados e a conclusão de uma tese de pesquisa foi introduzida.
Projetado pelo arquiteto David R. Brown, O Memorial Gates foi erguido em 1927 na esquina da College Drive e Hospital Drive em homenagem aos ex-alunos da Universidade de Sascachevão que serviram na Primeira Guerra Mundial. Um muro de pedra tem inscrições dos nomes dos sessenta e sete estudantes universitários e professores que perderam suas vidas durante o serviço durante a Guerra. Os corredores do antigo Edifício Administrativo(College Building) da Universidade são decorados com pergaminhos memoriais em homenagem aos ex-alunos da Universidade que serviram nas Guerras Mundiais.
O documentário da National Film Board of Canada "Prairie University" (1955) dirigido por John Feeney explora diversas atividades de pesquisa na uSask sobre agricultura, medicina e sorvete.
As armas da Universidade de Sascachevão foram registrados no Canadian Heraldic Authority em 15 de fevereiro de 2001.

## Programas
A Universidade de Sascachevãooferece uma grande variedade de programas e cursos: Artes e Ciências, Agronomia e Biorecursos, Negócios, Odontologia, Educação, Engenharias, Estudos de Pós-Graduação e Pós-Doutorado, Kinesiologia, Direito, Medicina, Enfermagem, Farmácia e Nutrição, Fisioterapia e Medicina Veterinária.
Além disso, as faculdades afiliadas e os centros para educação continuada a distância oferecem programas de graduação, certificações e programas de treinamento. Muitas Faculdades afiliados permitem que os alunos completem os dois primeiros anos de Bacharel em Ciências ou Bacharel em Artes, e alguns oferecem graus completos em Educação, Estudos Nativos e Teologia.
|                                  | Nacional # | Global # |
| -------------------------------- | ---------- | -------- |
| ARWU, 2017                       | 12–17      | 301–400  |
| QS, 2018                         | 18         | 451–460  |
| Times, 2018                      | 17–18      | 401–500  |
| U.S News & World Report, 2018    | 20         | 539      |
| Maclean's Medical/Doctoral, 2017 | 15         | -        |

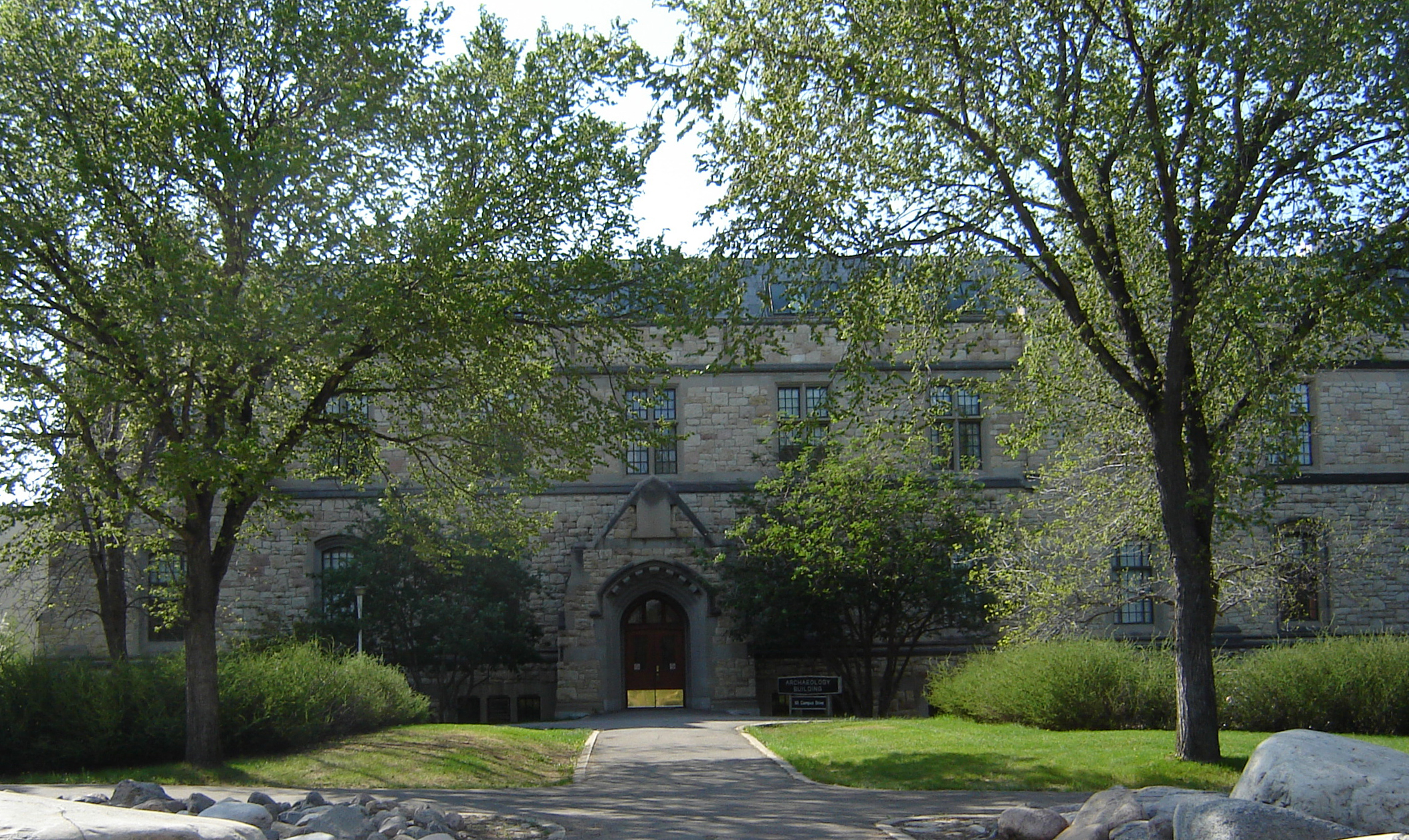
Fachada prédio de Arqueologia e Antropologia.
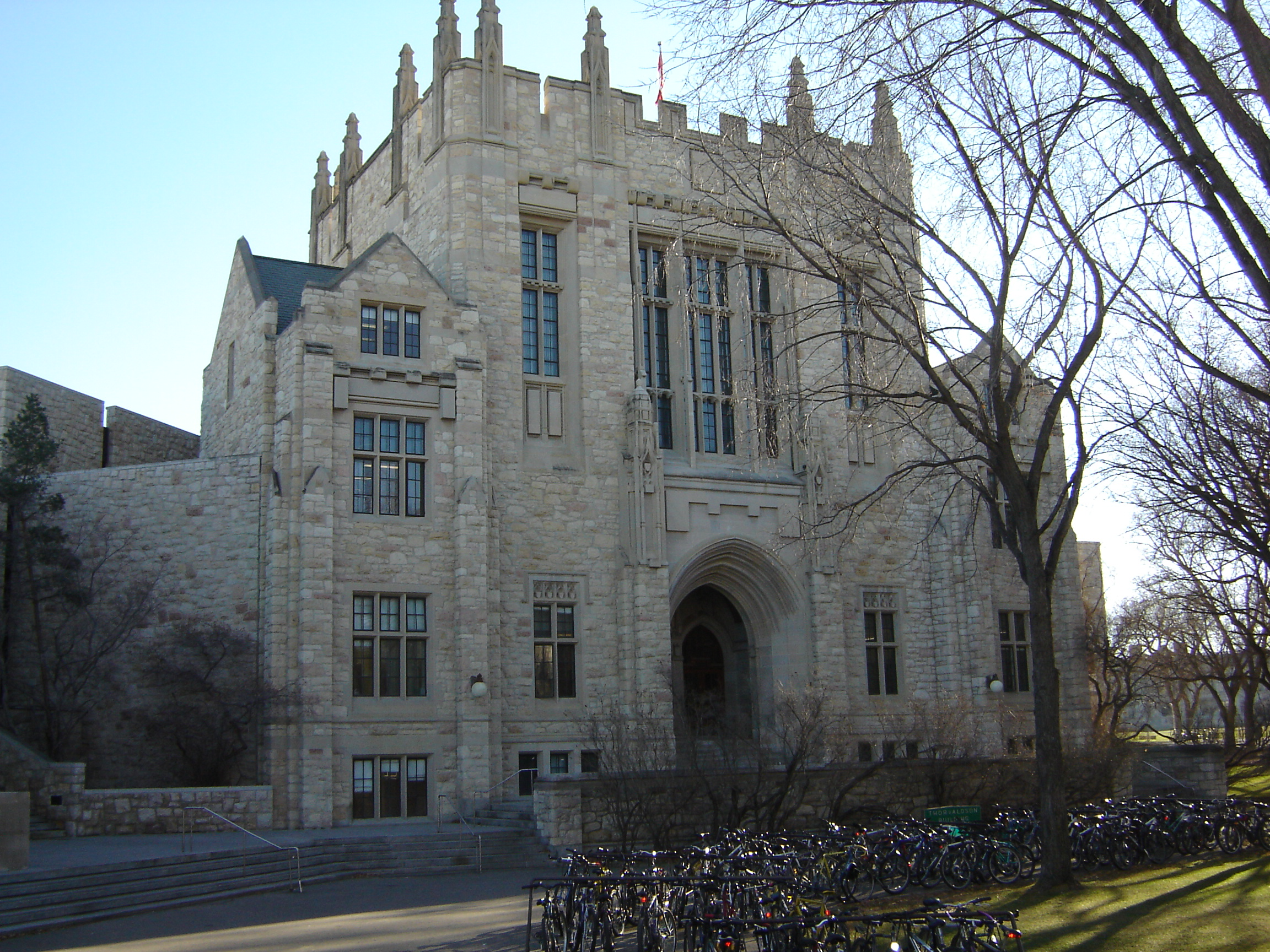
Entrada do prédio Thorvaldson, abriga os departamentos de Ciências da Computação, Química, Estudos de Pós-Graduação e Pós-Doutorado, entre outros.
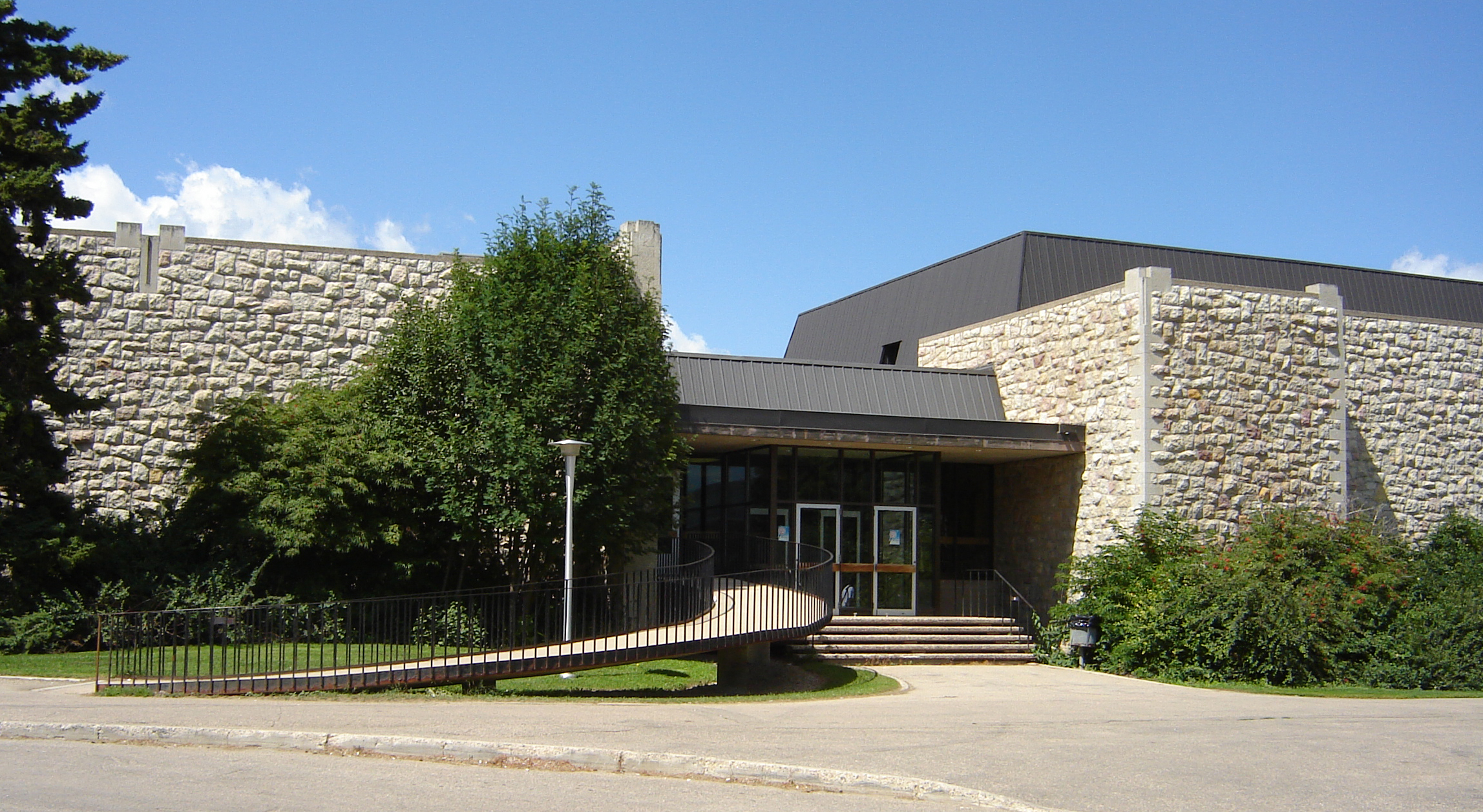
Prédio do departamento de física, entrada leste.
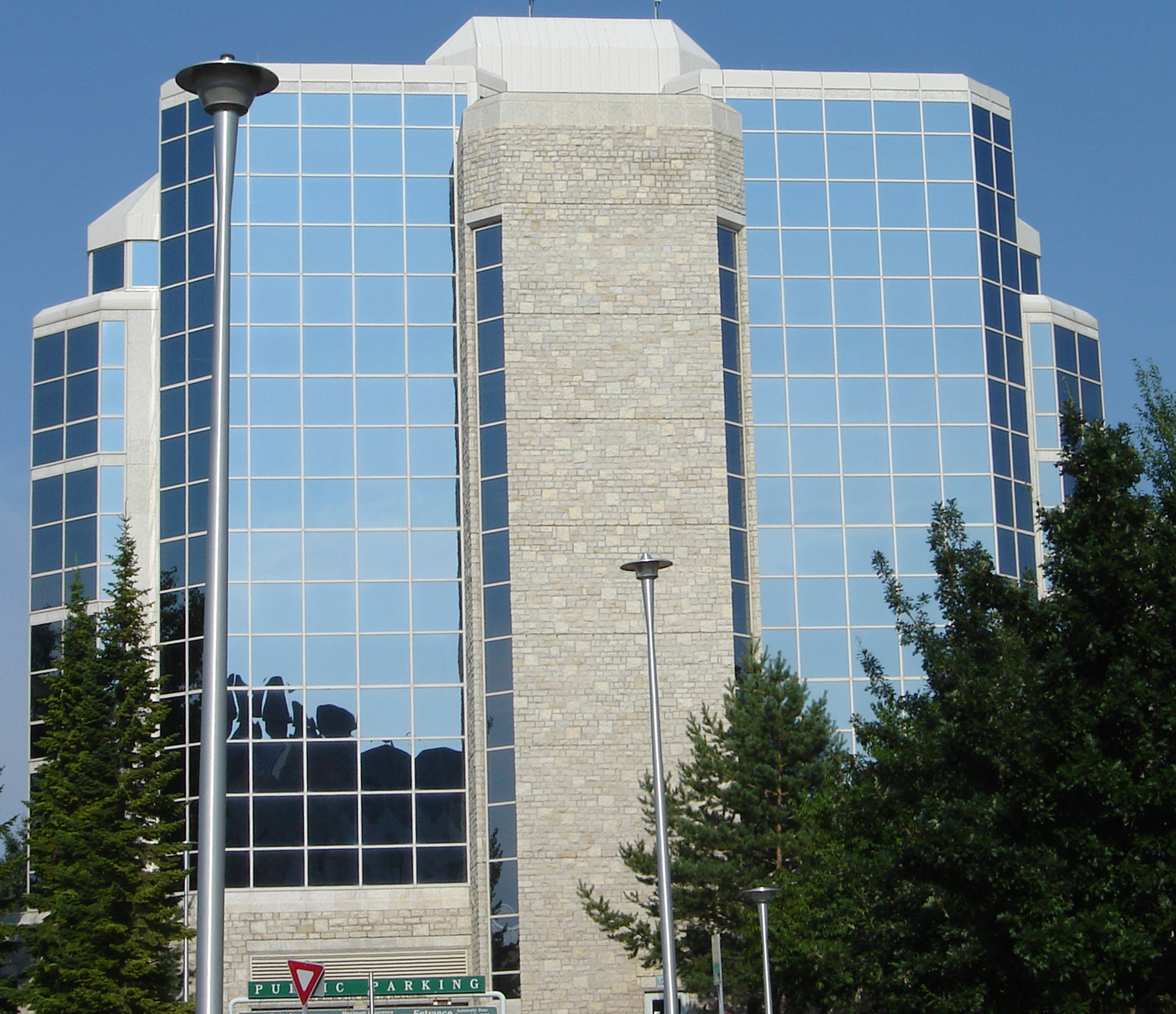
Novo prédio da Faculdade de Agronomia e Biorecursos.
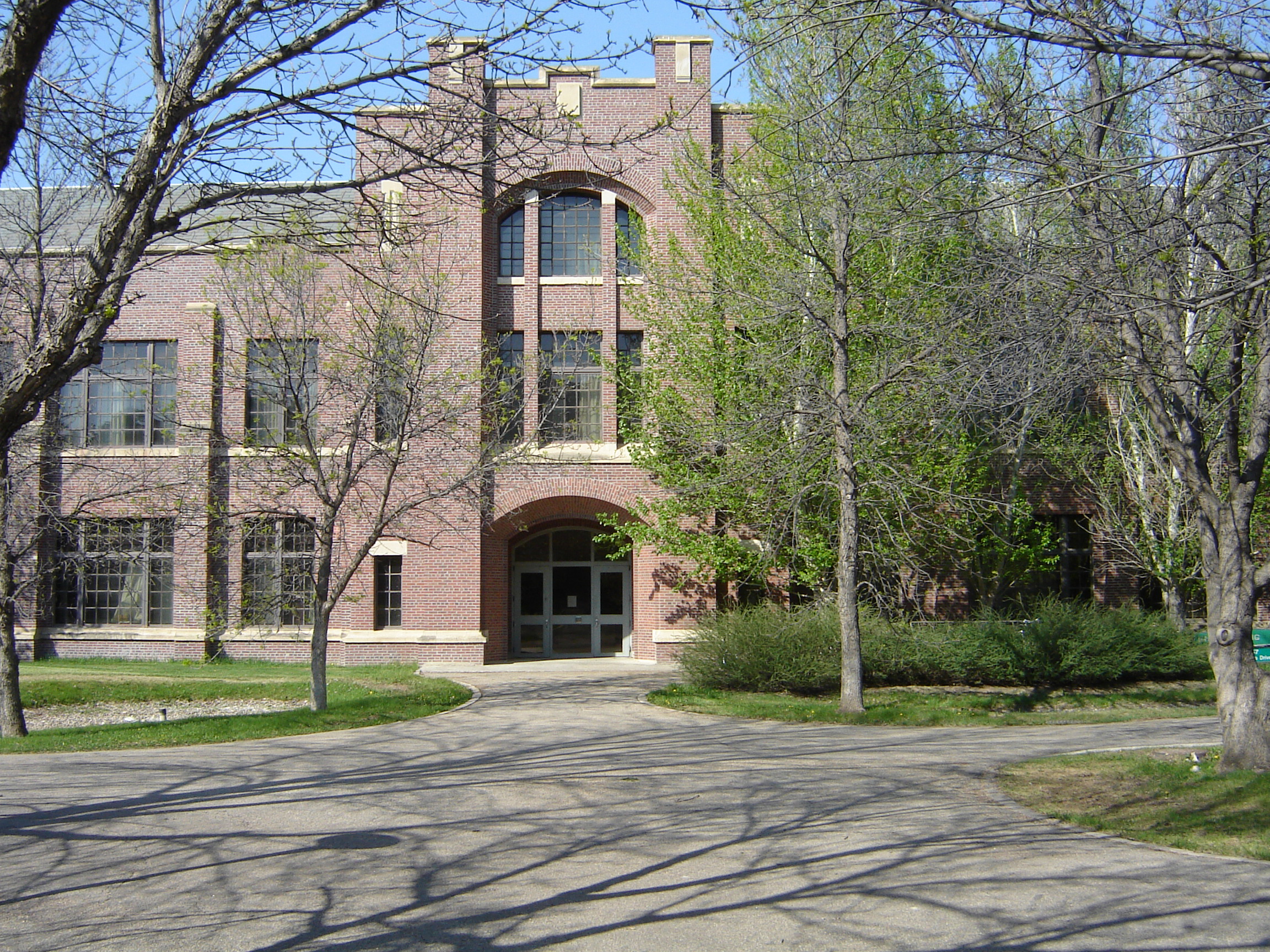
Entrada do prédio da Faculdade de Engenharia. O prédio abriga todos os departamentos dos cursos de engenharia da uSask.
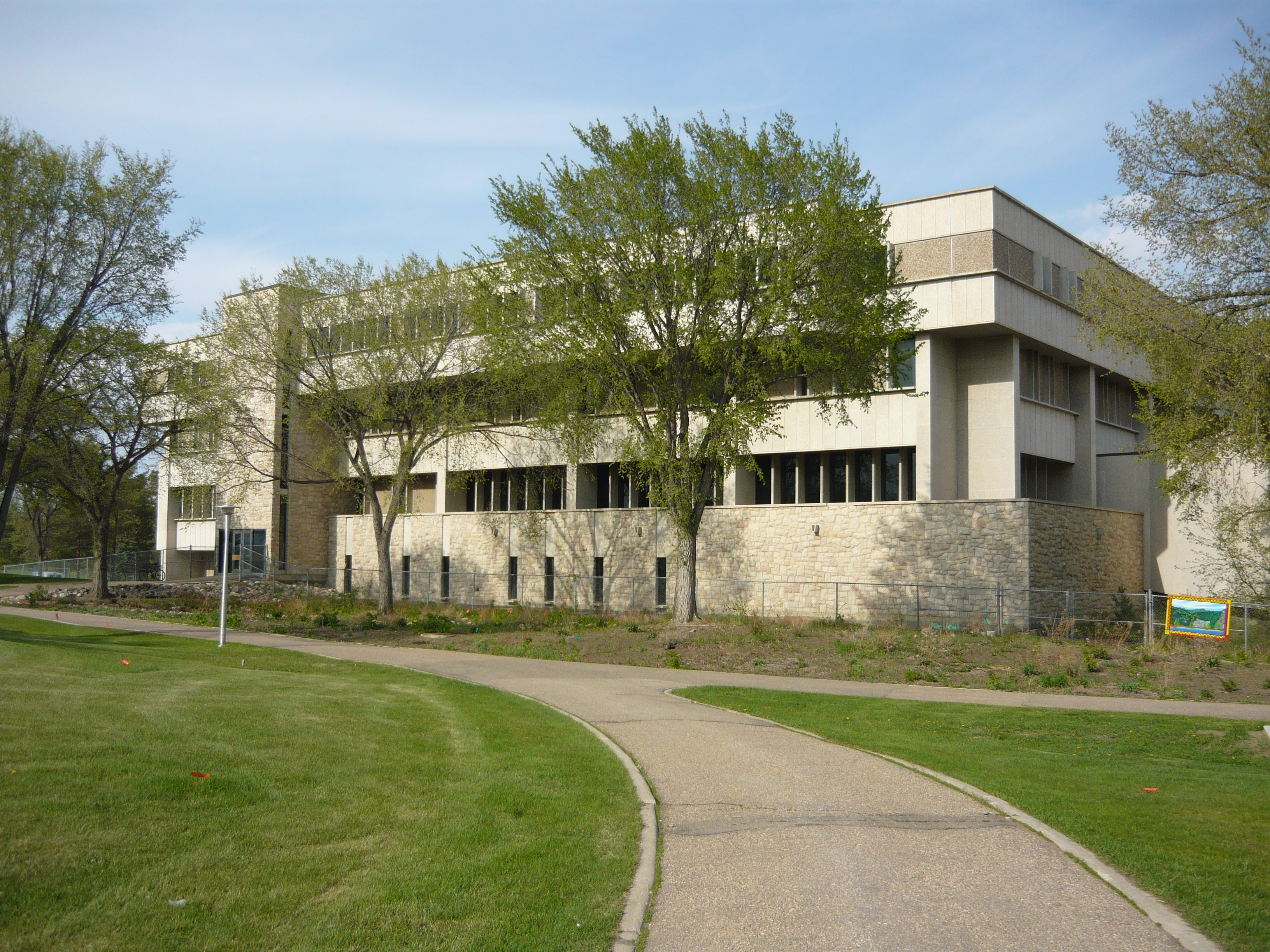
Prédio da Faculdade de Educação
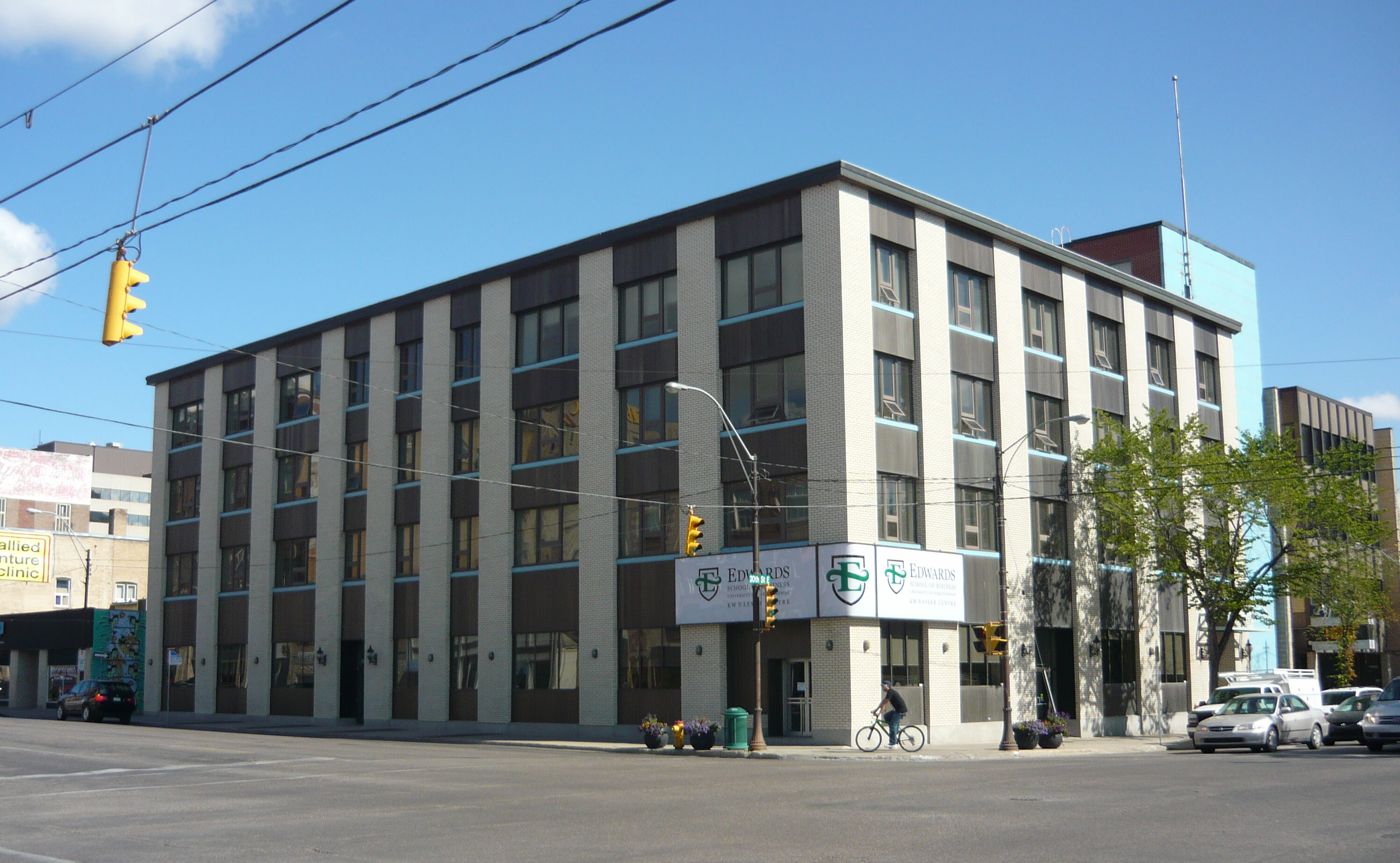
Edwards School of Business no K.W. Nasser Centre
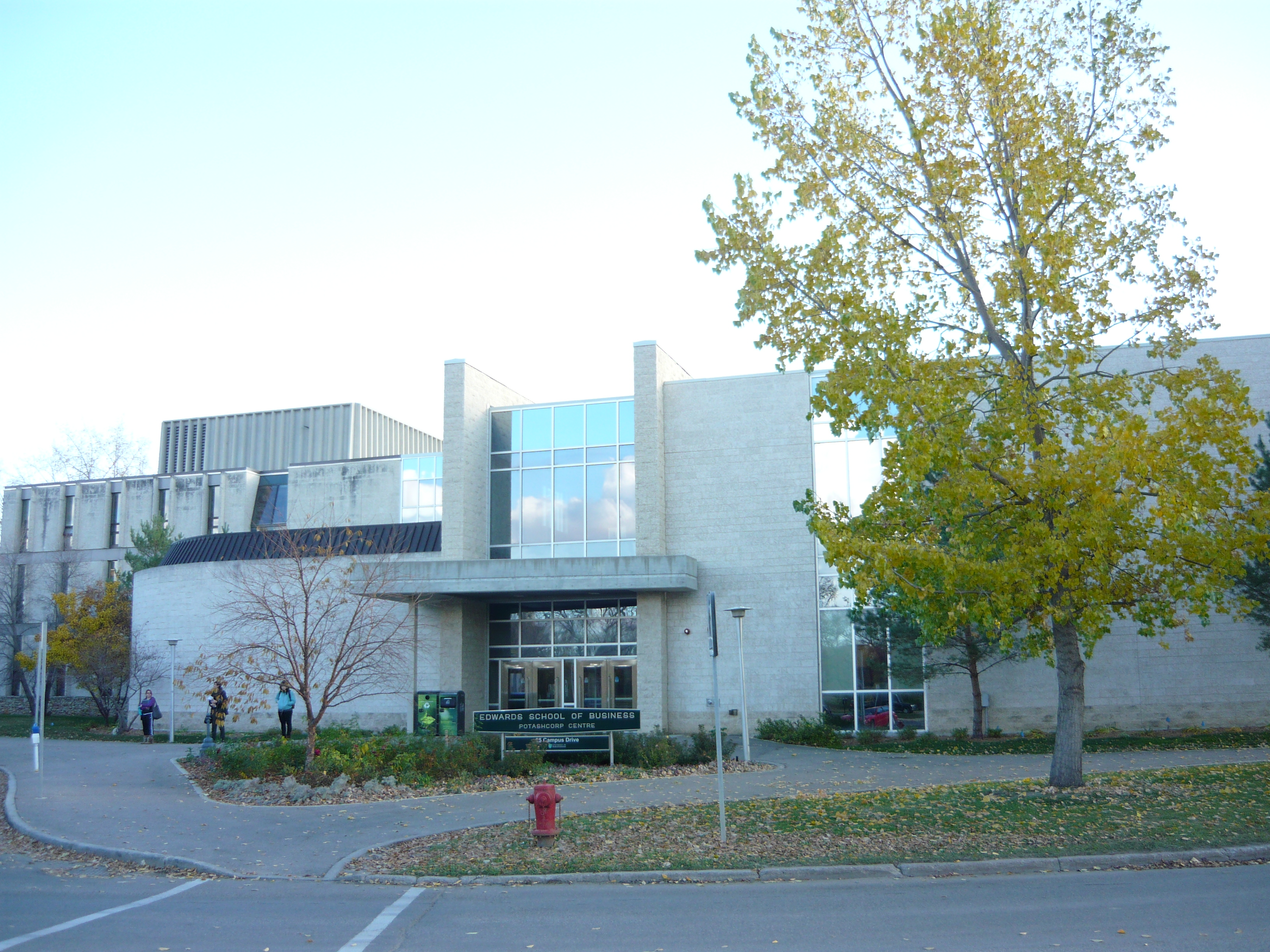
Edwards School of Business no PotashCorp Centre
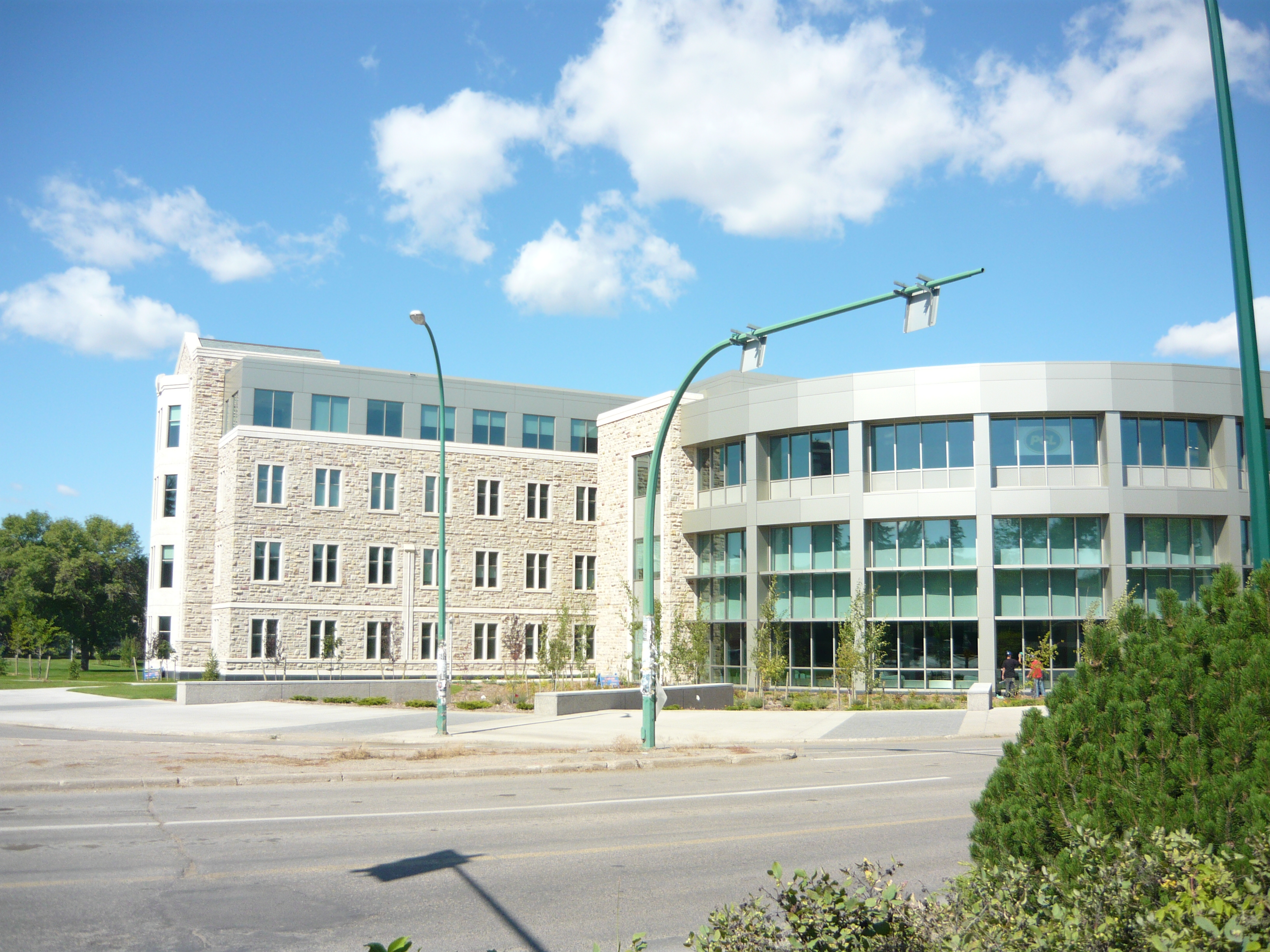
Asa E da Faculdade de Medicina, o prédio abriga diferentes departamentos da área de ciências da saúde.

## Pesquisa

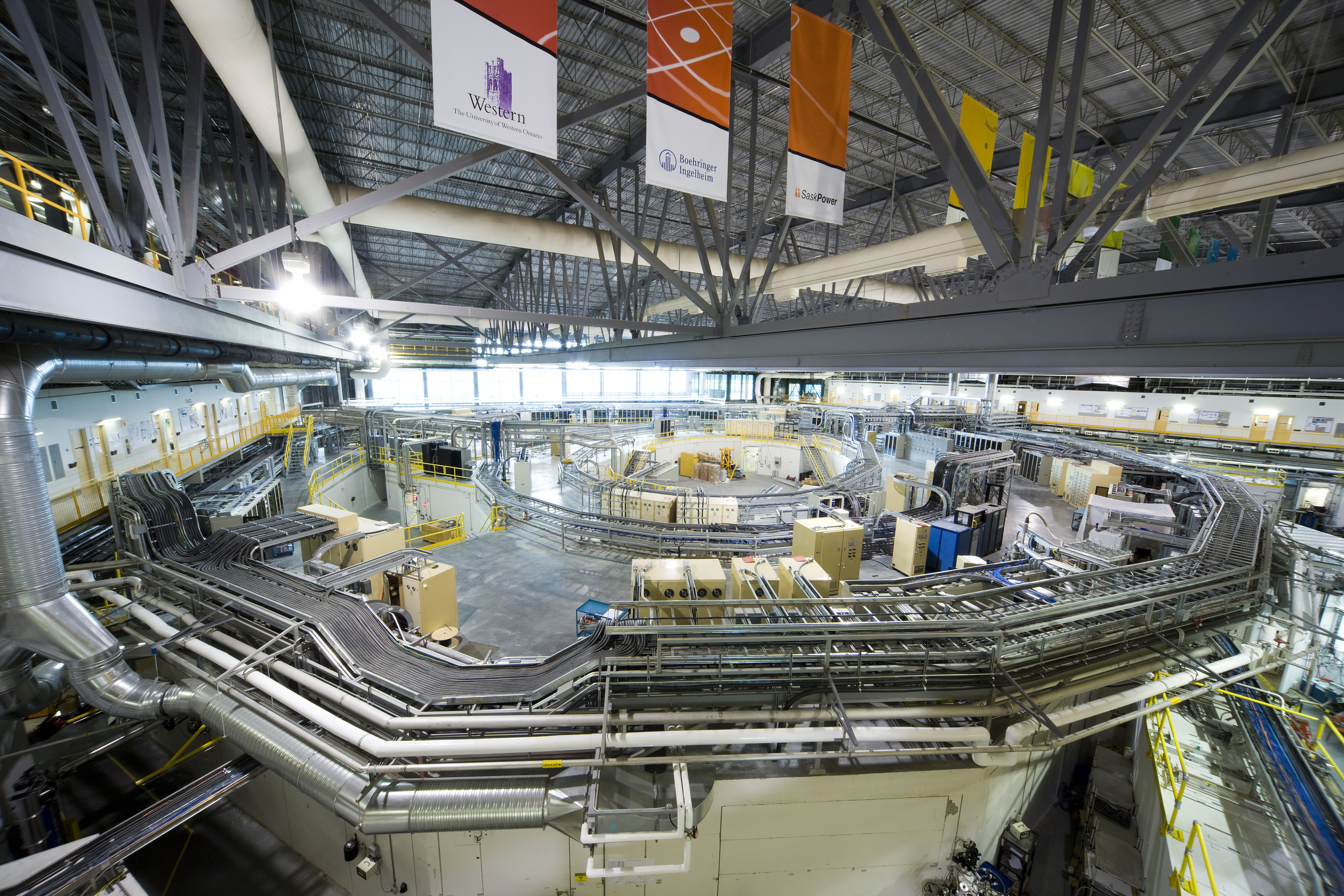
Síncrotron canadense: Vista do acelerador de partículas (booster e anel de armazenamento de elétrons).

### Ciências Físicas
Ao longo dos anos, alguns dos projetos mais proeminentes da Universidade foram associados ao Departamento de Física. Em 1948, a universidade construiu o primeiro betatron no Canadá. Três anos depois foi construída a primeira unidade de terapia não comercial baseada em Cobalto-60 do mundo. (A primeira chanceler feminina da Universidade, Sylvia Fedoruk , foi membro do time de pesquisa Cobalto-60. Ela também atuou como Lieutenant-Governor de Saskatchewan no período 1988–1994). O sucesso dessas instalações levou à construção de um acelerador linear como parte do Saskatchewan Accelerator Laboratory em 1964 e colocou cientistas de Saskatchewan na vanguarda da física nuclear no Canadá.
A experiência adquirida com os anos de pesquisa e a colaboração com pesquisadores estrangeiros levou a escolha de Universidade de Sascachevão como o local para construção do Canadian Light Source para pesquisas com a radiação síncrotron.
Esta instalação foi inaugurada em 22 de Outubro de 2004 e tem o tamanho de um campo de futebol americano.

O Laboratório de Física de Plasma opera um tokamak no campus.
Em 1949, a  uSask usou o radar SCR-270 para capturar imagens da aurora polar pela primeira vez na História.

### Ciências Biológicas e da Saúde
A universidade possui o VIDO-InterVac. líder mundial em pesquisa de doenças infecciosas (humanas e em outro animais) e no desenvolvimento de vacinas. São realizadas pesquisas desde a descoberta até ensaios pré-clínicos (humanos) e clínicos completos (animais).
A pesquisa está organizada nos seguintes programas: Desenvolvimento de vacinas bacterianas, desenvolvimento da vacina viral, formulação e entrega de vacinas, e pesquisa clínica e cuidados com os animais.

### Inovação
Place Research Park é um parque industrial de ciência e tecnologia que hospeda indústrias privadas aliadas à universidade.

Além do que se passa nessas instalações de pesquisa, o corpo docente de alto nível é altamente produtivo no conjunto, em todas as faculdades. Muitos membros da faculdade têm reputações acadêmicas nacionais e internacionais inigualáveis. Consequentemente, eles são ímãs para estudantes e pesquisadores de pós-graduação canadenses e estrangeiros.

## Comunidade Acadêmica

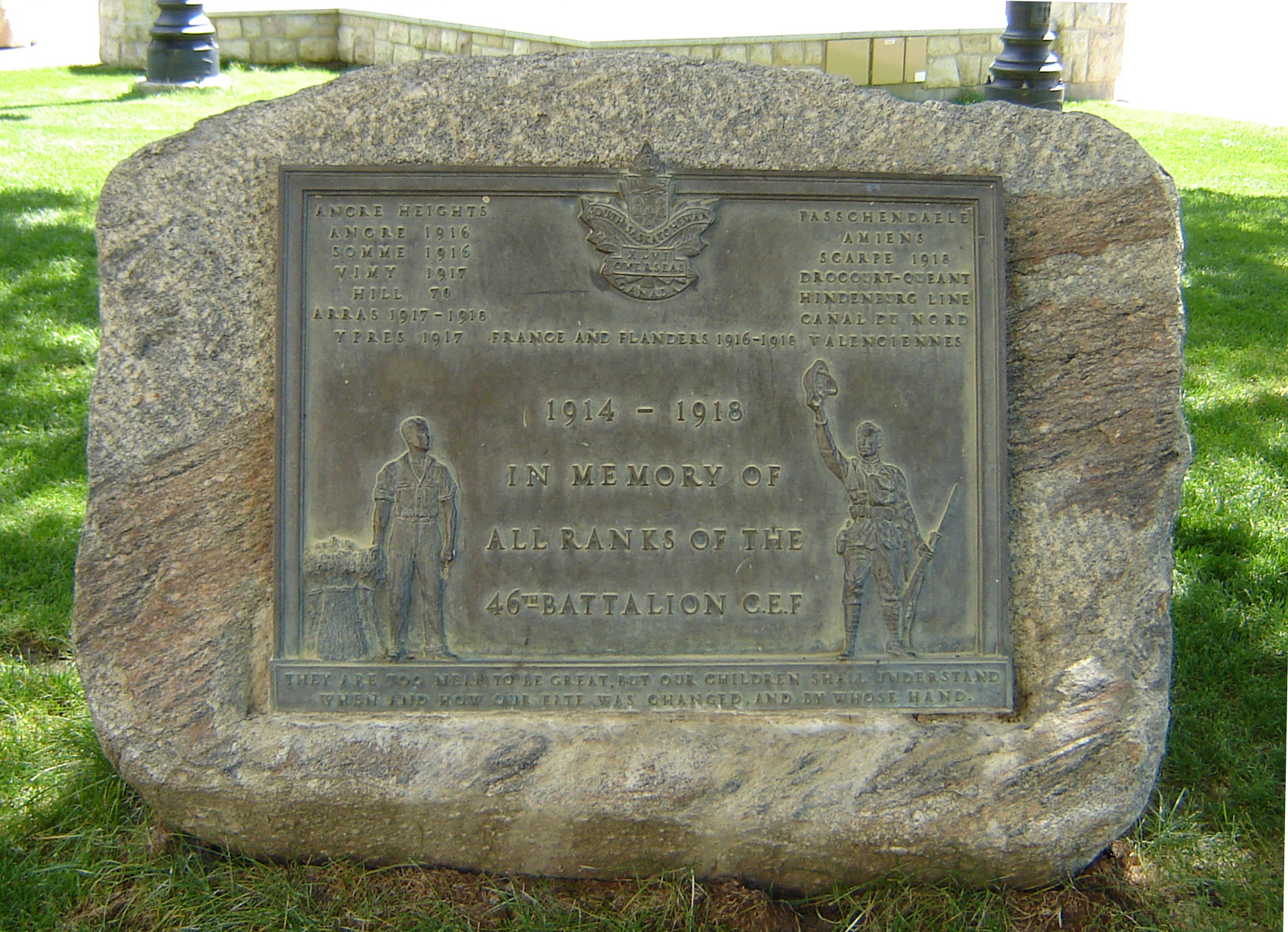
Placa que celebra os veteranos da Primeira Guerra Mundial

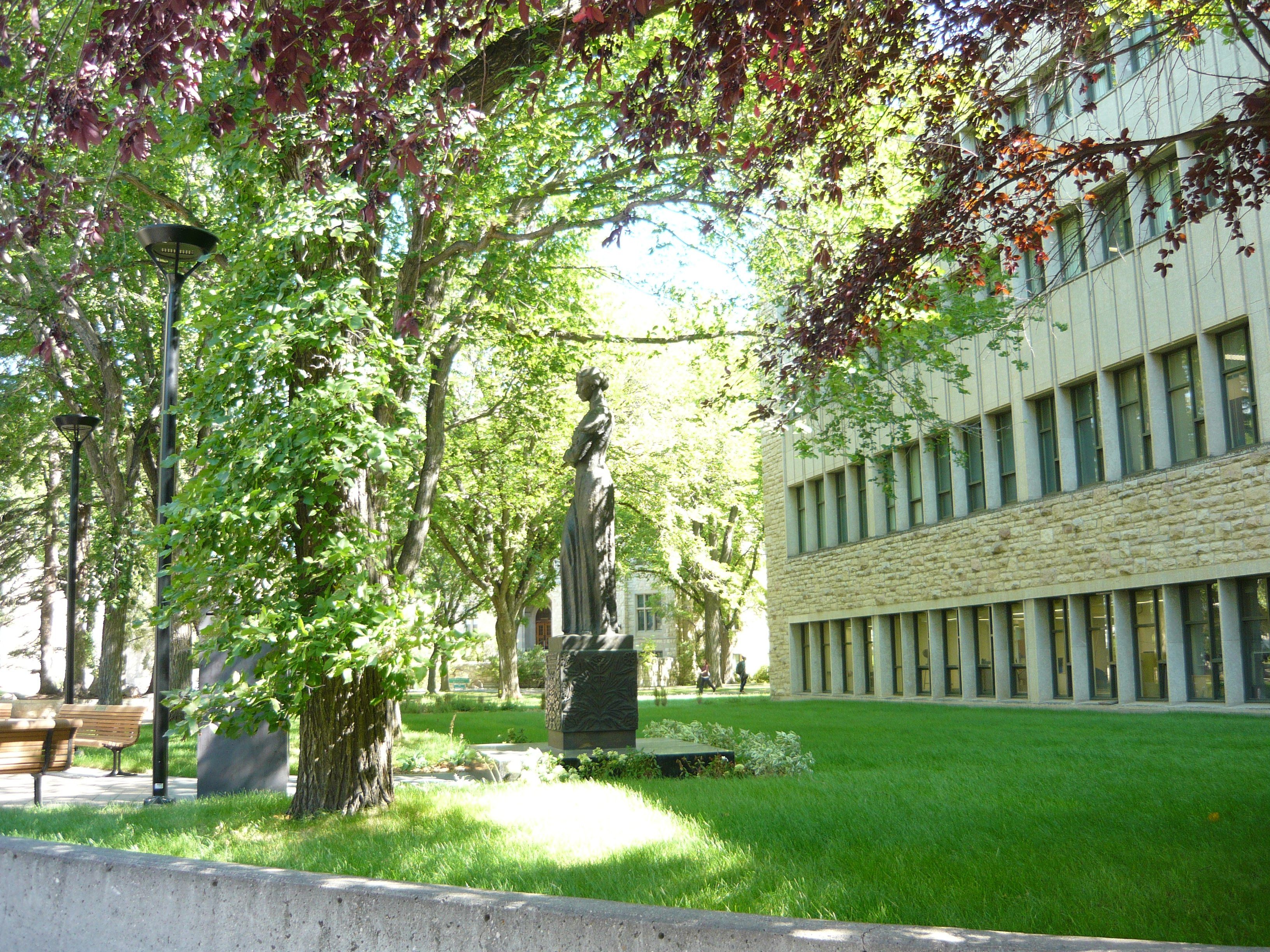
Estátua da poetisa ucraniana Lesya Ukrainka no campus da uSask

O "Ato da Universidade" estableceu que a Universidade deveria fornecer "instalações para o ensino superior em todos os seus ramos e permitir que todas as pessoas, sem consideração a raça, credo ou religião, aproveitem ao máximo". Afirmou-se ainda que "nenhuma mulher deve, por causa de seu sexo, ser privada de qualquer vantagem ou privilégio concedido aos estudantes do sexo masculino da universidade". Setenta alunos começaram as primeiras aulas em 28 de setembro de 1909. A primeira turma se formou em 1º de maio de 1912. Dos três estudantes que obtiveram honras de formatura, duas eram mulheres.
342 alunos, professores e funcionários foram recrutados para a Primeira Guerra Mundial. Destes, 67 foram mortos, 100 ficaram feridos e 33 foram premiados com medalhas de valor.
Entre 1907 e 2007, a Associação de Ex-Alunos da Universidade da Sascachevão teve mais de 132.200 membros. Os ex-alunos caracterizam-se por aqueles que alcançaram com sucesso um grau, certificado e/ou programa de diploma na Universidade de Saskatchewan.

### Associações estudantis

#### Acadêmicas
- uSask GSA - Associação de Pós-Graduandos. «Página oficial» (em inglês)
- USSU - União de Estudantes em Graduação.
- EGCC - Conselho da Comunidade de Pós-Graduandos em Engenharia.
- WCVM GSA - Associação de Pós-Graduandos da Faculdade de Medicina Veterinária do Oeste.
- Capítulo Estudantil IEEE - Braço estudantil do Instituto de Engenheiros Eletricistas e Eletrônicos.
- Enactus.
- Alumni - Associação de Ex-Alunos.

#### Culturais
- BRASA UofS - Associação de Estudantes Brasileiros | BRASA Saskatoon.
- Outras Associação de Estudantes: Indianos (ISA), Nigerianos (NSA), Latino-Americanos (LASA), Filipinos (FSA), Ucranianos (USUSA), Nepaleses (NSA) são alguns exemplos.

### Professores e pesquisadores notáveis
- Dr. Brian Pratt (1953- ), premiado paleontólogo e sedimentologista, Fellow da Sociedade Geológica dos Estados Unidos, ex-presidente da Associação Geológica do Canadá, e ex-editor do Journal of Paleontology.
- Dr. Curt Wittlin (1941- ), filósofo e estudioso de literatura medieval.
- Dra. Elizabeth Quinlan, matemática e socióloga.
- Dr. Herbert V. Günther (1917–2006), estudioso do Budismo e filósofo.
- Dra. Hilda Neatby (1904–1975), historiadora.
- O Honorável Gordon L. Barnhart, C.C., S.O.M. (1945- ), secretário da universidade (2000-2005), Professor Adjunto do Departmento de História,[33] e Lieutenant-Governor de Saskatchewan (2006–2012). Em 2014, Barnhart foi designado reitor em exercício da uSask de 21 de maio de 2014 até 24 de outubro de 2015.
- O Honorável J.W. Grant MacEwan, diretor do curso de Agronomia, Professor de criação animal, e Lieutenant-Governor de Alberta (1966–1974).
- Dr. Ken Coates (1956- ), historiador, Canada Research Chair em Inovação Regional, Programa de pós-graduação Johnson-Shoyama em Políticas Públicas e Diretor do Centro Internacional para Governança e Desenvolvimento do Norte.
- Dr. Paul Finkelman (1949- ), historiador e estudioso jurídico, Professor Visitante em Leis de Direitos Humanos Ariel F. Sallows, Faculdade de Direito.
- A Honorável Sylvia Fedoruk, chanceler da universidade, Professora de Oncologia, Membro Associada do Departmento Física, e Lieutenant-Governor de Saskatchewan (1988–1994).
- Dr. Thorbergur Thorvaldson (1883–1965), químico e primeiro diretor dos estudos de pós-graduação da  uSask.
- William Sarjeant (1935–2002), geólogo e romancista.

#### Prêmio Nobel
- Dr. Gerhard Herzberg, Q.P.C., C.C., FRSC, FRS,[34]  (1904–1999), Química, 1970 – Natural de Hamburgo(Alemanha) e com doutorado pela Universidade Técnica de Darmstadt. Em 1935, Herzberg recebeu uma oferta de cargo na  uSask para fugir da Alemanha Nazista, onde permaneceu por 10 anos.

### Ex-alunos notáveis
- Alastair G. W. Cameron (1925-2005), astrofísico, estudou origem dos elementos químicos e origem da Lua.
- Alison Redford, Q.C. (1965- ), 14° Primeira-ministra de Alberta.
- Brad Wall (1965- ), 14° Primeiro-ministro de Saskatchewan
- Clément ChartierQ.C. (1946- ), líder Métis canadense. Chartier ocupou o cargo de Presidente do Conselho Mundial de Povos Indígenas entre 1984–87 e de vice-presidente entre 1993–97.
- Edith Fowke (1913-1996) folclorista canadense.
- Emmett Matthew Hall, C.C., Q.C. (1898–1995), juíz da Suprema Corte do Canadá e um dos 'pais' do sistema de saúde canadense Medicare.
- O Honorável Fredrick W. Johnson, C.C., S.O.M., Q.C. (1917-1993), 16° Lieutenant-Governor de Saskatchewan.
- Dr. Gordon Thiessen, C.C. (1938- ), ex-presidente do Banco do Canadá.
- Guy Vanderhaeghe, O.C., S.O.M. (1951– ), romancista.
- Dr. Harry Thode C.C., MBE, FRS, FRSC (1910-1997), geoquímico, químico nuclear, presidente da Royal Society of Canada (1959–1960), e presidente e vice-chanceler da Universidade McMaster entre 1961 e 1972.

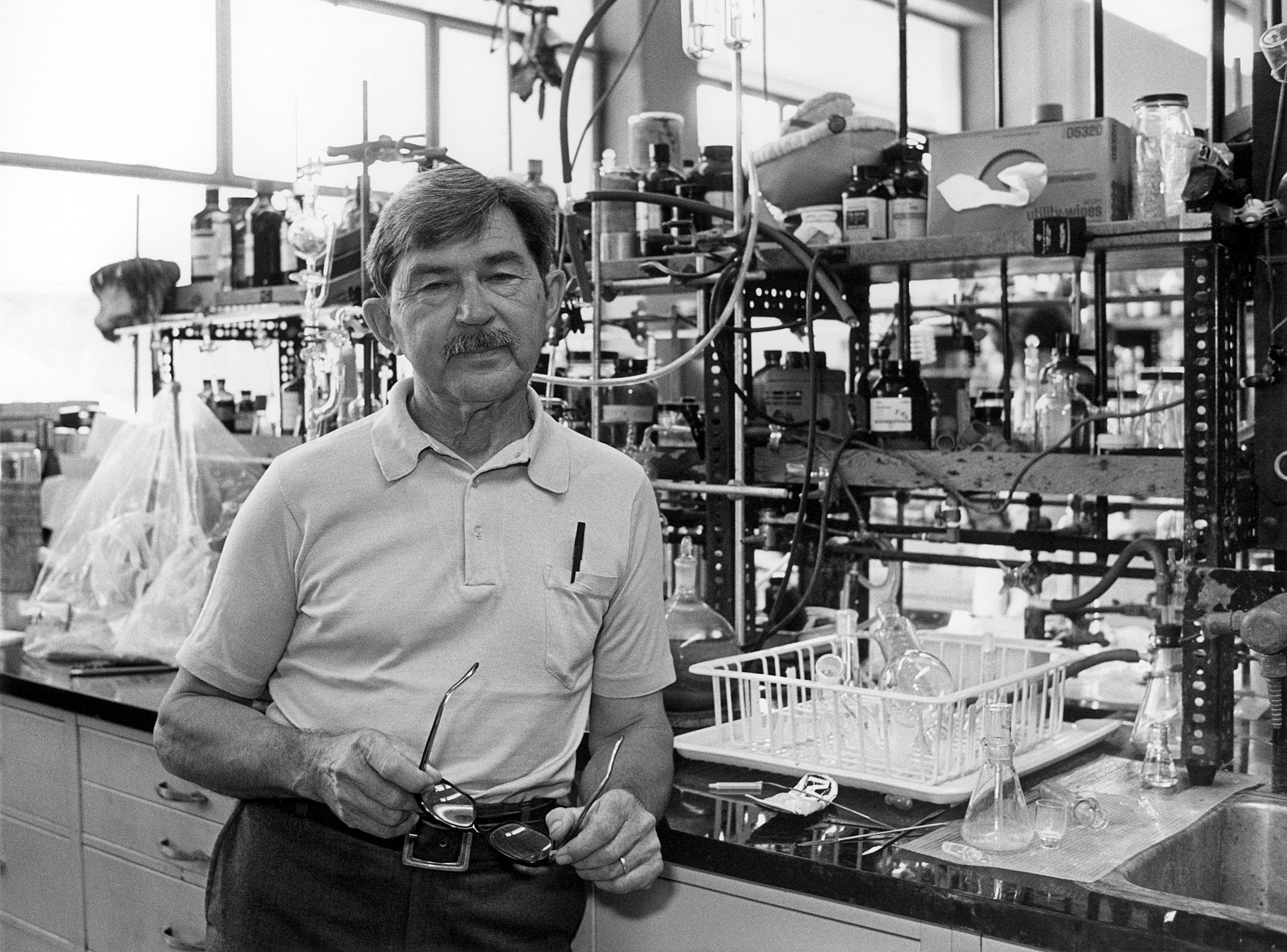
Henry Taube, (Prêmio Nobel em Química, 1983)

- Dr. James Till, C.C., O.Ont, FRSC (1931- ), professor emérito de biofísica pela Universidade de Toronto. Em colaboração com Dr. McCulloch, demonstrou a existência das células-tronco (Resultado publicado em 1963 na Nature.[35]).
- O Honorável Jonathan Denis, Q.C. (1976- ), Membro da Assembléia Legislativa de Alberta por Calgary-Acadia Calgary-Egmont (2008-2012) pelo Partido Conservador Progressista de Alberta
- O Muito Honorável John Diefenbaker, Q.P.C., C.H., Q.C. (1895-1979), 13° Primeiro-ministro do Canadá
  - Diefenbaker foi também Chanceler da Universidade. Ele e a esposa estão enterrados na Universidade, próximo ao Centro Diefenbaker Canada.
- Kim Coates (1958- ), ator.
- A Honorável Dra. Lynda Haverstock, C.C., S.O.M. (1948- ), Lieutenant-Governor de Saskatchewan (2000–2006), Líder do Partido Liberal de Saskatchewan (1989–1995).
- N. Murray Edwards (1959- ), empresário, co-proprientário da franquia Calgary Flames na NHL.
- O Muito Honorável Ray Hnatyshyn, Q.P.C., C.C., C.M.M., C.D., Q.C. (1934-2002), 24° Governador-geral do Canadá.
- Sandra Schmirler, campeã olímpica de curling em Nagano 1998.
- Zenon Pylyshyn, filósofo e cientista cognitivo.

#### Prêmio Nobel
- Dr. Henry Taube, FRSC (1915-2005), Química, 1983 - Natural de Saskatchewan, Taube fez graduação e mestrado na Universidade de Saskatchewan e doutorado na Universidade da Califórnia, Berkeley

## Universidades Parceiras
- Universidade de Greifswald, Greifswald, Alemanha
- Universidade Técnica de Darmstadt, Darmstadt, Alemanha
- Instituto Tecnológico de Pequim, Pequim, China
- Universidade Jiaotong de Xiam, Xiam, China
- Instituto Tecnológico de Vellore, Índia
- Universidade de Oxford, Oxford, Inglaterra
- Universidade de Oslo, Noruega
- Universidade de Canterbury, Nova Zelândia